# El Imparcial (1977-1980)
El Imparcial fue un periódico español editado en la ciudad de Madrid entre 1977 y 1980. Periódico muy activo durante los años de la transición política, fue uno de los principales órganos periodísticos de la extrema derecha.

## Historia
El diario fue fundado por Domingo López (expresidente del Banco de Valladolid), y sacó a la calle su primer número el 11 de diciembre de 1977. Al frente del periódico figuraba el veterano periodista Emilio Romero. Bajo su dirección, el diario mantuvo una línea conservadora y populista. En 1978, una parte de las acciones fue adquirida por el periodista Julio Merino, quién pasó a ejercer como nuevo director; Fernando Latorre de Félez ejercía como subdirector. Durante el periodo en que Merino dirigió la publicación, el rotativo habría ido adoptando una línea editorial más derechista y radical, y se convirtió en uno de los principales órganos de la extrema derecha, en su oposición a la transición democrática liderada por Adolfo Suárez.
Buena parte de la redacción de El Imparcial procedía de periódicos de la antigua Prensa del Movimiento, los denominados medios de comunicación social del Estado (los medios de titularidad estatal también incluían los entes TVE y RNE), especialmente de Arriba y Pueblo.
El diario, que llegó a competir directamente con el diario ultraderechista El Alcázar, convirtió al presidente del gobierno Adolfo Suárez en uno de los principales blancos de sus ataques. Según algunos autores, el gobierno libio de Muamar el Gadafi habría financiado al diario a través de su embajada en España, extremo que, sin embargo, no se ha podido confirmar. Merino abandonó la dirección de El Imparcial en junio de 1979, siendo sustituido consecutivamente por Jesús Pérez-Varela, César González Ruano de Navascués y Juan Pla.Durante la primera época,  la publicación acentuaría sus posiciones ultraderechistas, adoptando una línea editorial favorable a Blas Piñar y el partido Fuerza Nueva., mientras que, a partir de la dirección de Juan Pla, la línea editorial se acercó más a posiciones centristas (UCD). 
Víctima de graves problemas económicos, la plantilla tuvo muchos problemas para cobrar los salarios que se les adeudaban y el diario acabaría desapareciendo en diciembre de 1980.